# قلعه فوتاماتا
قلعه فوتاماتا (به ژاپنی: 二俣城, Futamata-jō) یک قلعه ژاپنی در ولایت توتومی است که امروزه بخشی از شهر تنریو-کو در استان شیزوئوکا شمرده می‌شود. این قعله به سبب اینکه محل قتل ماتسودایرا نوبویاسو پسر ارشد توکوگاوا ایه‌یاسو در سال ۱۵۷۹ بوده‌است، شهرت دارد.
قلعه Futamata به ژنرال ایه‌یاسو، اوکوبو تادایو سپرده شد. در سال ۱۵۷۹، پسر ارشد و وارث ایه‌یاسو، ماتسودایرا نوبویاسو، مجبور شد که به دستور پدر به قلعه فوتاماتا نقل‌مکان کند و در این قلعه حبس شد، جایی که بعد از چند ماه به او دستور داده شد که هاراکیری کند، مادرش (و همسر اصلی ایه‌یاسو)، تسوکی‌یاما-دونو نیز اعدام شد. اتهام رسمی توطئه و ارتباط با خاندان تاکدا بود، اما دلایل دقیق این واقعه کاملاً روشن نیست.